# 西布爾加納克河

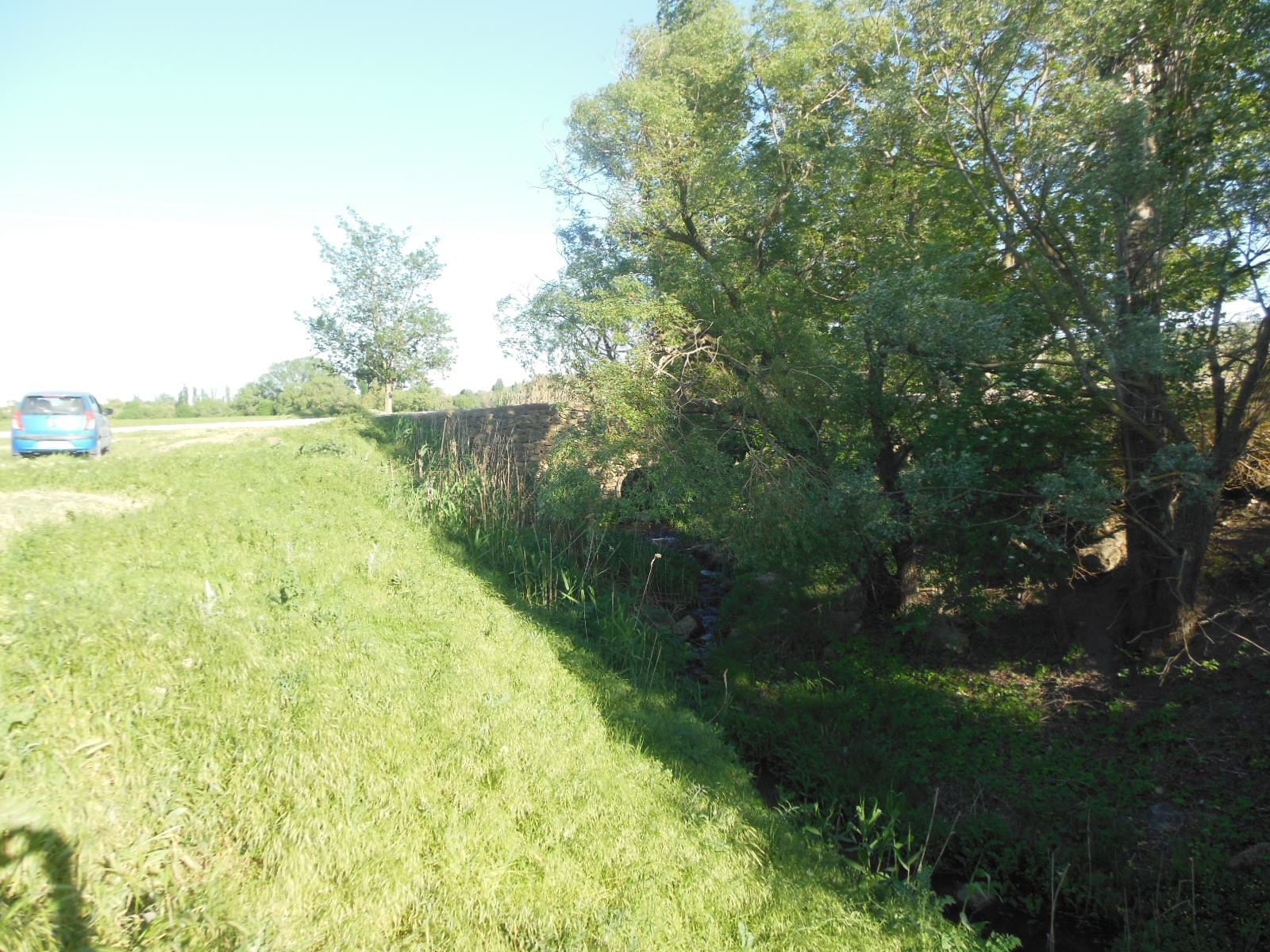

西布爾加納克河（俄羅斯語：За́падный Булгана́к）（烏克蘭語：Західний Булганак）是烏克蘭（名義上）或俄羅斯（實際上）的河流，位於克里米亞半島，流經辛菲羅波爾區和巴赫奇薩賴區，河道全長49公里，流域面積180平方公里。